# Mina de cobre de Falun
A mina de Falun (em sueco: Falu gruva) é uma antiga mina de cobre situada aproximadamente um quilómetro a sudoeste da cidade de Falun, na província histórica de Dalarna. Estima-se que as operações possam ter começado em 800 a.C., aproximadamente, e terminaram em 1992. No seu auge, era uma das maiores minas da Suécia e é desde 2001 considerada Património Mundial. Além de cobre, dela foi também extraído sulfureto de minerais, zinco, chumbo, bismuto, prata e ouro.
A tinta vermelha de Falu (Falu rödfärg) foi um produto secundário da extração de cobre nesta mina.